# Driton Sadiku

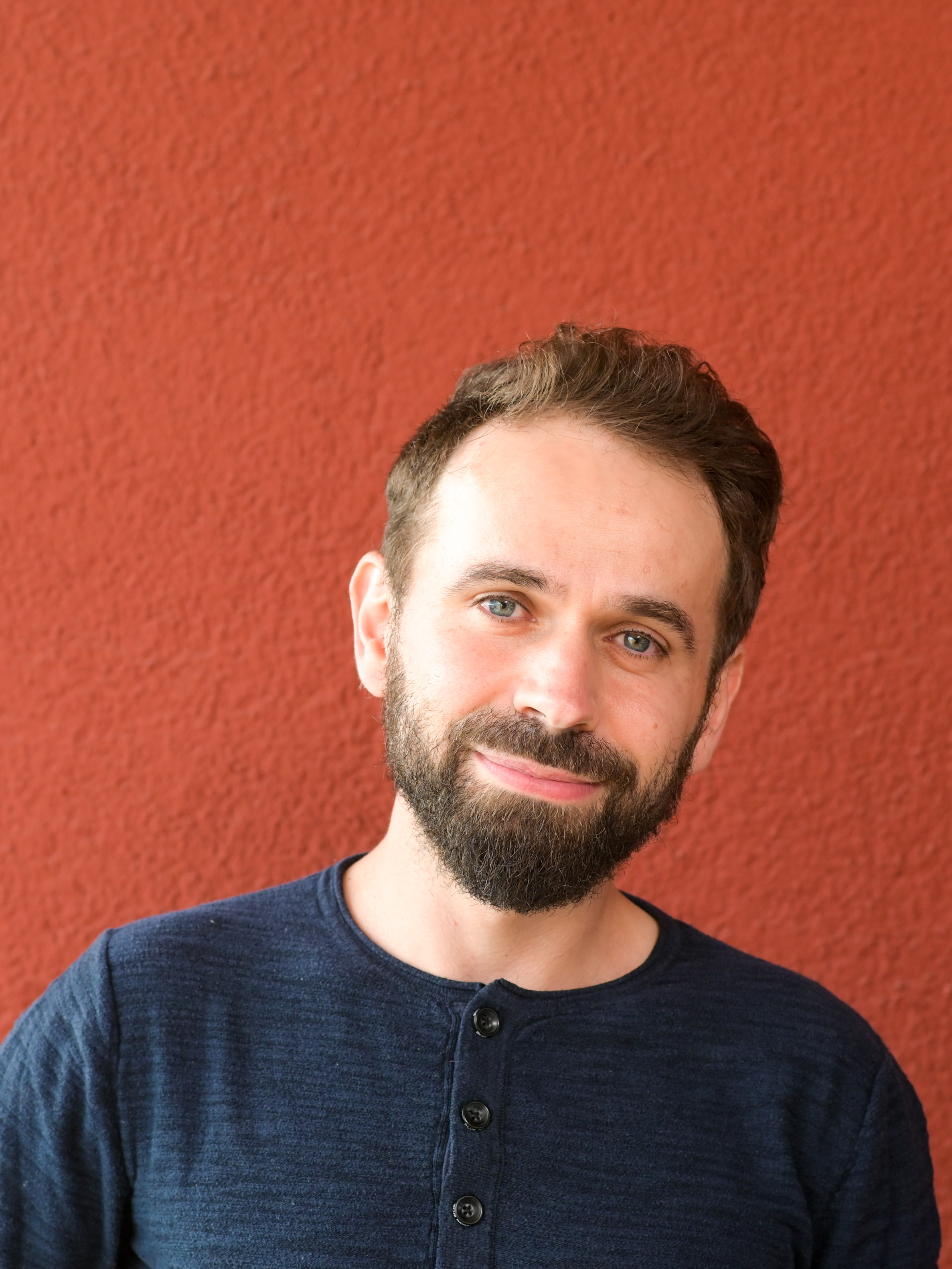
Driton Sadiku (2020)

Driton Sadiku (* 1982 in Skenderaj) ist ein deutsch-kosovarischer Drehbuchautor. Er lebt in Mannheim.

## Leben
Sadiku kam 1984 nach Deutschland und wuchs in den Landkreisen Böblingen und Calw auf. Nach seinem Abitur 2002 studierte er Film- und Fernsehwirtschaft an der Privatakademie WAM – Die Medienakademie in Dortmund und lebte danach als freischaffender Filmemacher in Berlin. Von 2013 bis 2019 studierte er Drehbuch an der Filmakademie Baden-Württemberg. Drakulla – Albaniens Dracula ist sein Abschluss-Drehbuch, für das er 2020 den FIRST STEPS-Award in der Kategorie „Drehbuch“ gewann.

## Filmografie
- 2006:	Die Rückkehr der Sinne (Kurzfilm)
- 2008:	perSPECTive 2050 (Kurzfilm)
- 2014: Ich (Kurzfilm)
- 2014: Tee mit Zucker (Kurzfilm)
- 2015: Bäumchen wechsel dich (Kurzfilm)
- 2015:	Klassenkampf (Kurzfilm)
- 2016:	Baka (Kurzfilm)
- 2017:	Unter Strom (Kurzfilm)
- 2018: Liridona (Kurzfilm)
- 2019: Der schöne Hans (Kurzfilm)
- 2020: Drakulla – Albaniens Dracula (Spielfilm, 140′) – unverfilmt[2]

## Auszeichnungen
- 2018: Sehsüchte Filmfestival 2018 in der Kategorie Schreibsüchte -Pitch für Drakulla (2. Platz)[3]
- 2018: Wendland-Shorts in der Kategorie Bester Pitch für Drakulla[4]
- 2020: First Steps in der Kategorie Drehbuch für Drakulla[5]